# Hjälmfrullania
Hjälmfrullania (Frullania dilatata) är en bladmossart som först beskrevs av Carl von Linné, och fick sitt nu gällande namn av Barthélemy Charles Joseph Dumortier. Hjälmfrullania ingår i släktet frullanior, och familjen Frullaniaceae. Arten är reproducerande i Sverige. Inga underarter finns listade i Catalogue of Life.

## Bildgalleri

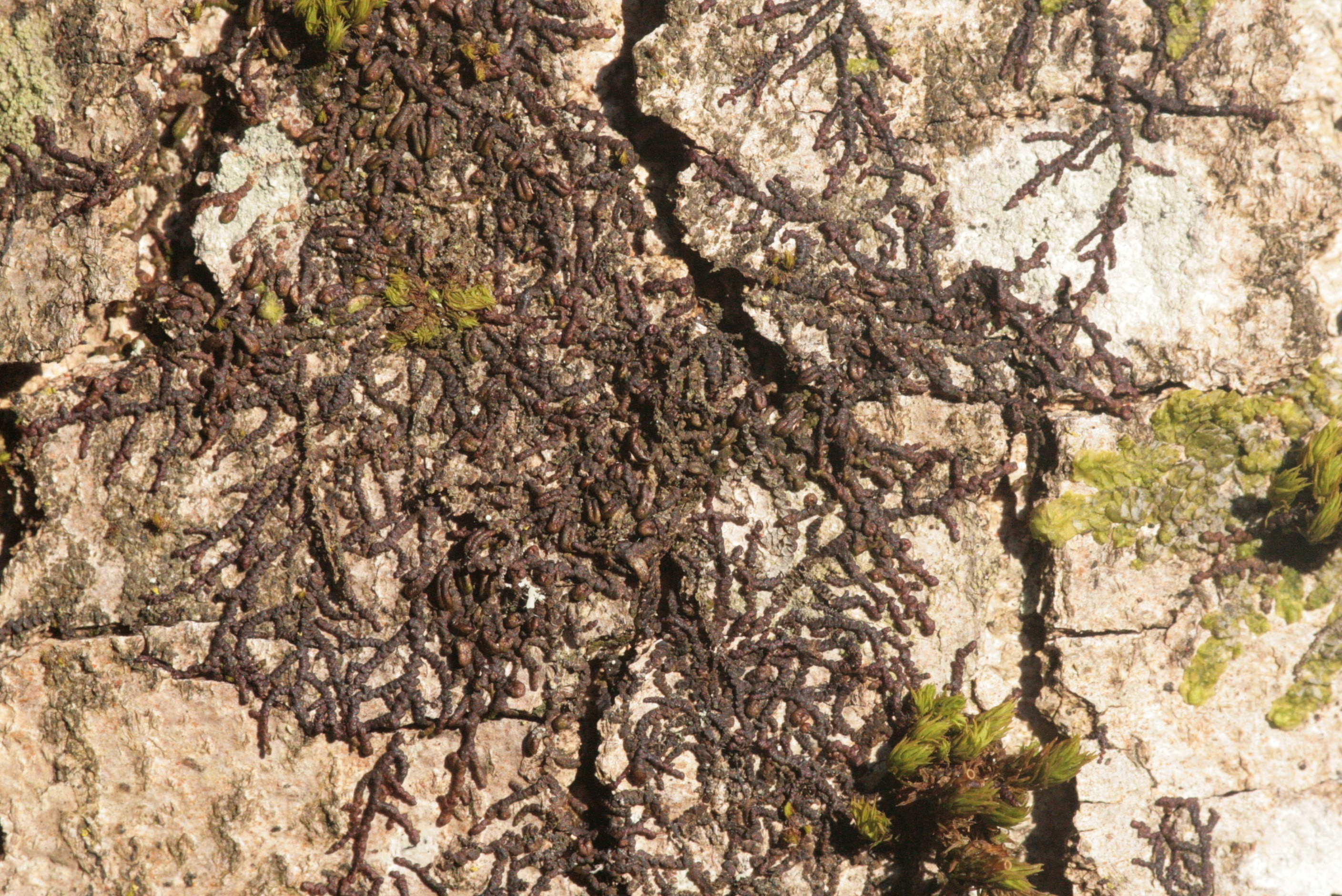
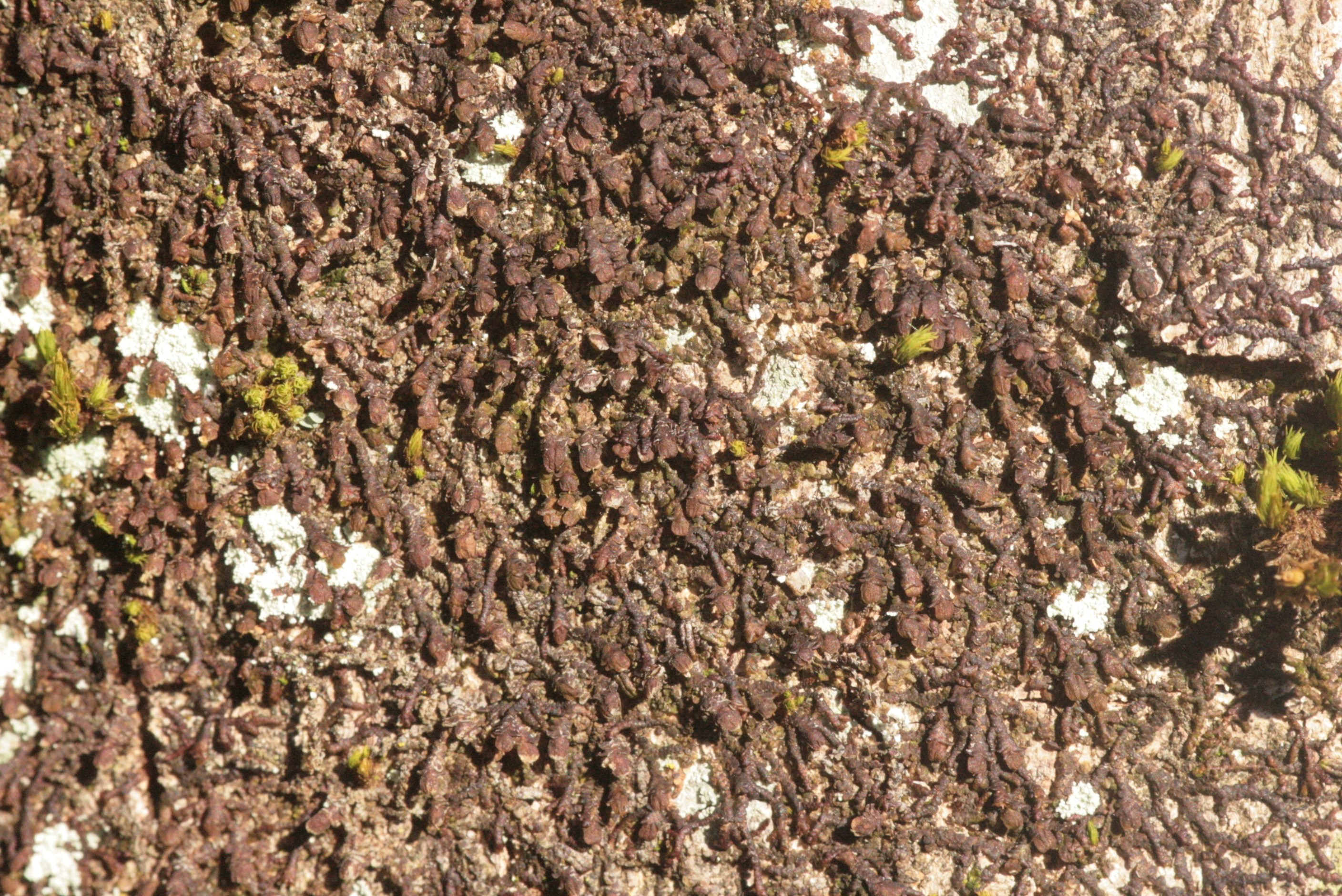
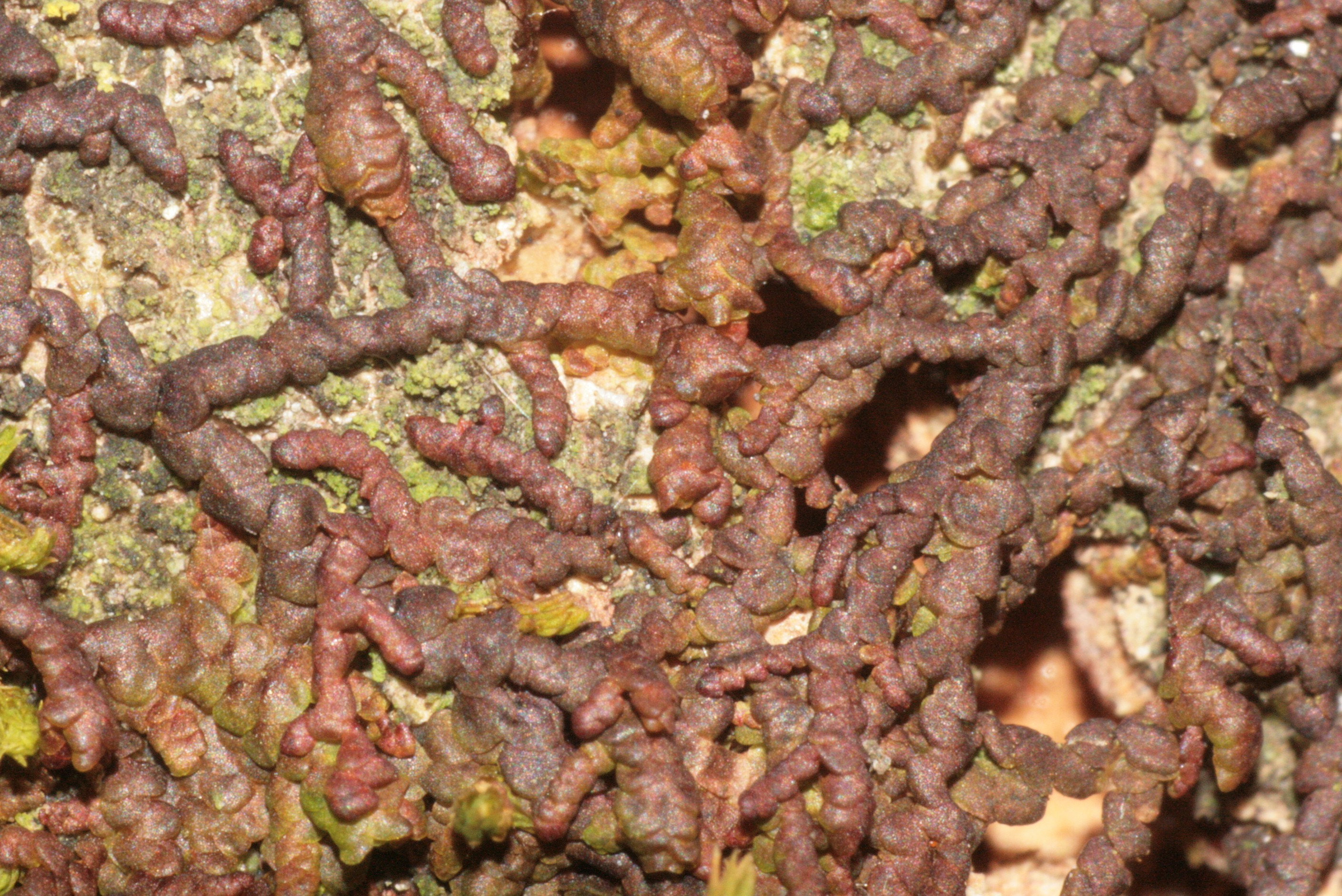
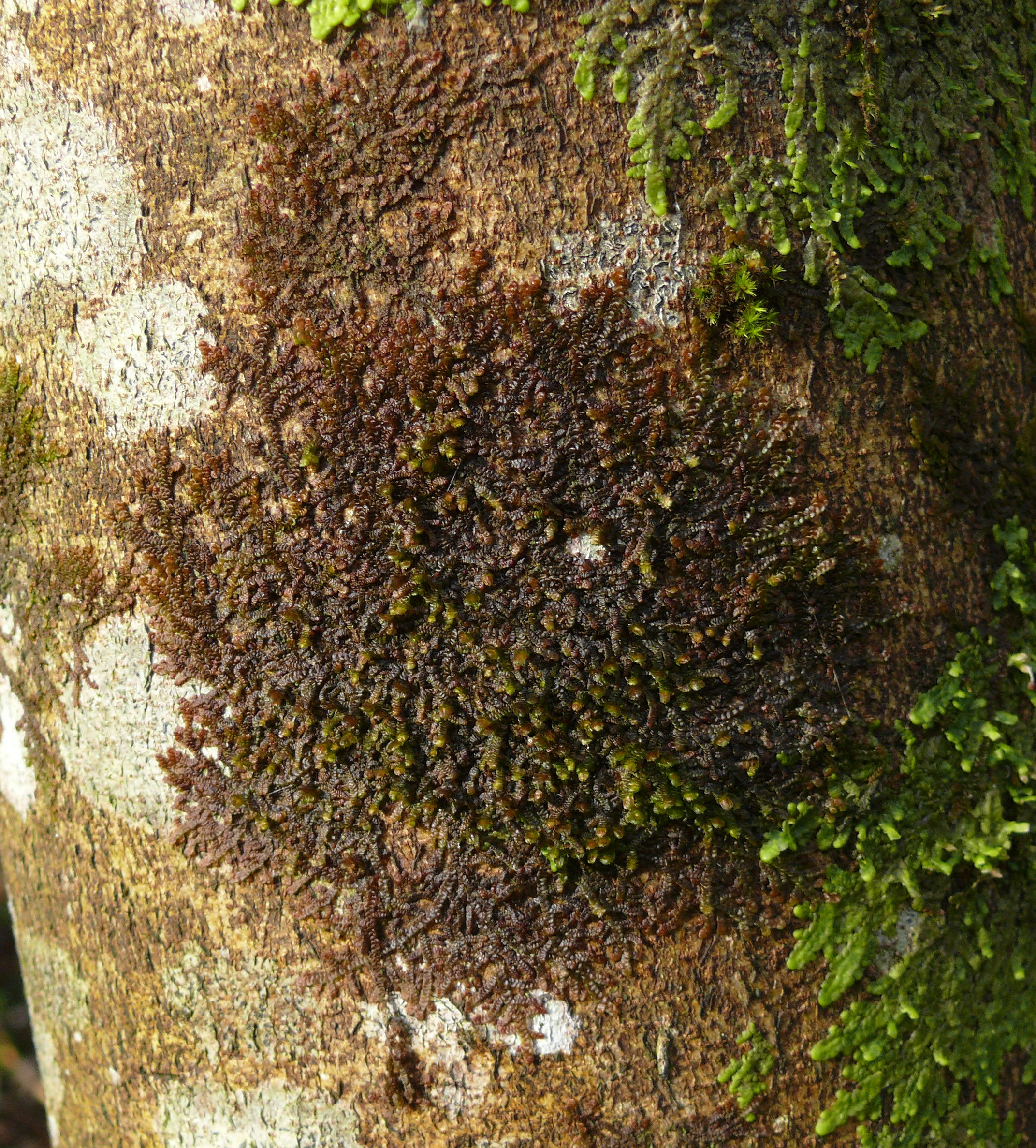
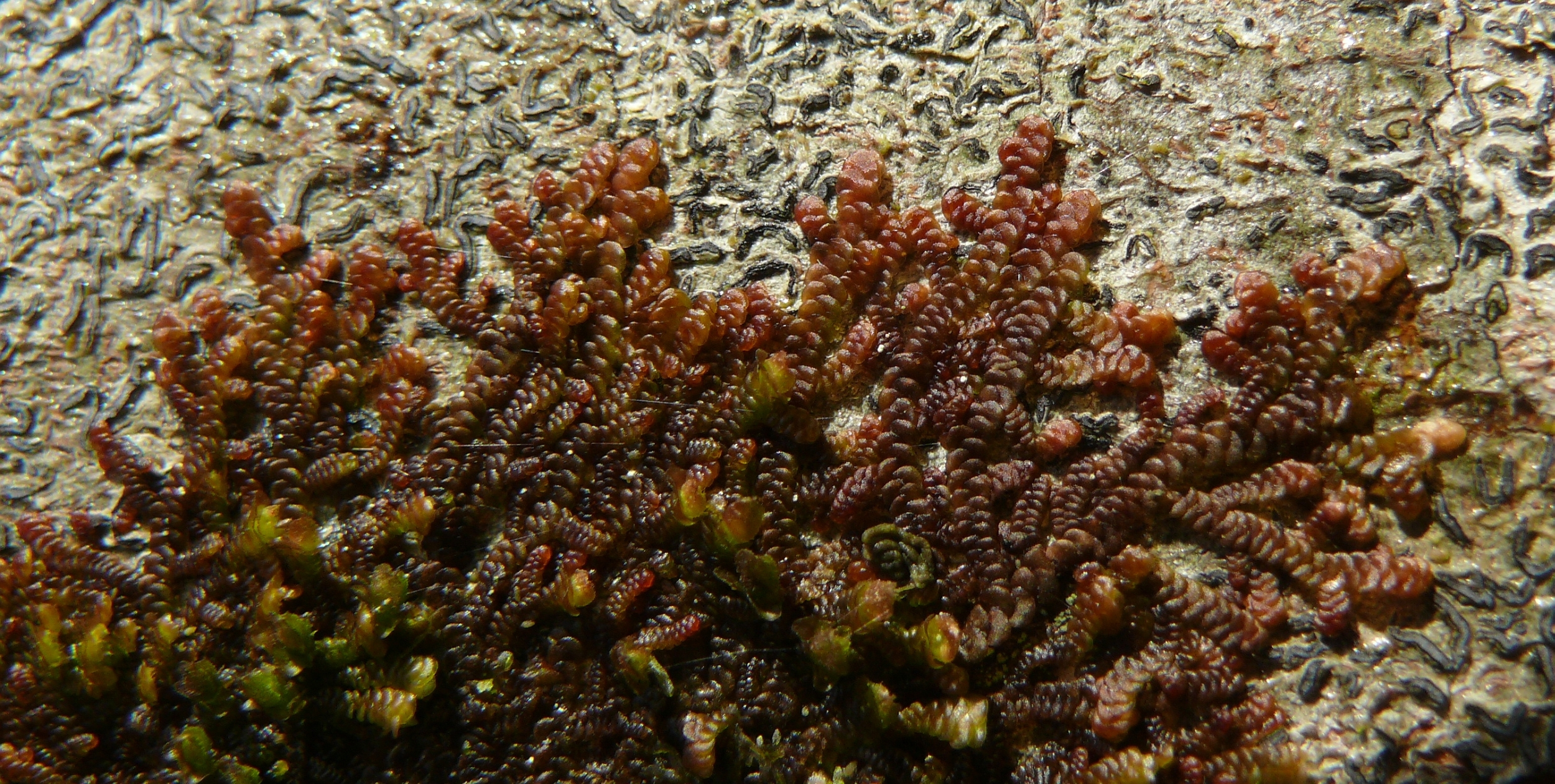
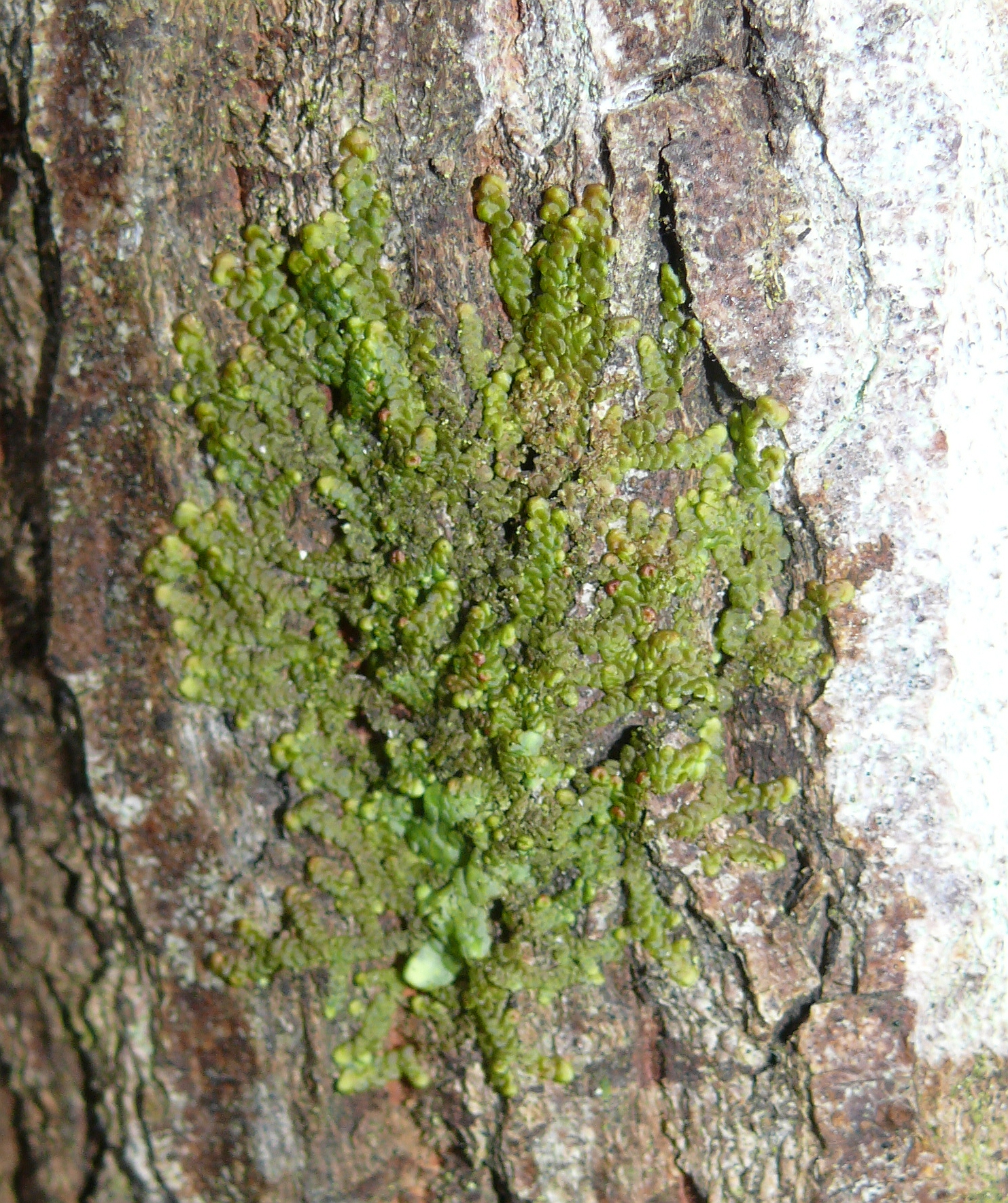